# Apeadeiro de Porto da Lage
O Apeadeiro de Porto da Lage, originalmente denominado de Pêgo, foi uma uma gare ferroviária da Linha do Dão, situada no concelho de Tondela, em Portugal.

## História

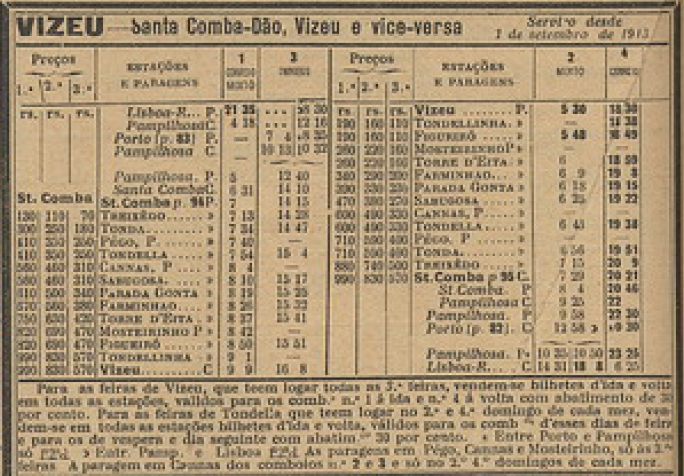
Horário de 1913, onde esta gare aparece com a categoria de paragem, e o nome de Pêgo

A Linha do Dão foi inaugurada em 24 de Novembro de 1890, e foi aberta à exploração no dia seguinte, pela Companhia Nacional de Caminhos de Ferro.
Em 1933, foi construída uma gare e um alpendre para abrigo dos passageiros nesta interface, que nessa altura tinha a categoria de paragem e o nome de Pego.

Em 1 de Janeiro de 1947, a Companhia Nacional foi integrada na Companhia dos Caminhos de Ferro Portugueses. A Linha do Dão foi encerrada em 1990 e transformada na Ecopista do Dão em 2007-2011.[carece de fontes?]